# Gastone Silvano Spinetti
Gastone Silvano Spinetti (15 giugno 1908 – 1973) è stato un giornalista e funzionario italiano.

## Biografia
Nel 1933 entrò nell'Ufficio stampa di Mussolini, per poi passare al MinCulPop all'interno della Direzione generale della stampa estera.
Fu uno degli esponenti della cultura filosofica fascista contraria a Giovanni Gentile. Durante la seconda guerra mondiale fu prigioniero di guerra e divenne capo di un periodico (La Voce del prigioniero, poi Tempo Nostro) destinato a dare voce, almeno teoricamente, agli italiani prigionieri di guerra.
Nel dopoguerra divenne funzionario della Repubblica Italiana nell'ambito del servizio informazioni creato da Alcide De Gasperi per la sua presidenza del Consiglio, ereditando uomini e strutture del periodo fascista.
Dal 1951 al 1956 fu capo del centro di documentazione della Presidenza del Consiglio dei ministri. 
A Spinetti, nel 1987, è stata dedicata una via dell'attuale Municipio Roma IX.
Erroneamente viene citato da Alessandra Tarquini (cfr. A. Tarquini, Il Gentile dei fascisti. Gentiliani e antigentiliani nel regime fascista, Bologna, il Mulino, 2009) come autore vivente "alla fine degli anni Ottanta".